# Cruz Roja Peruana

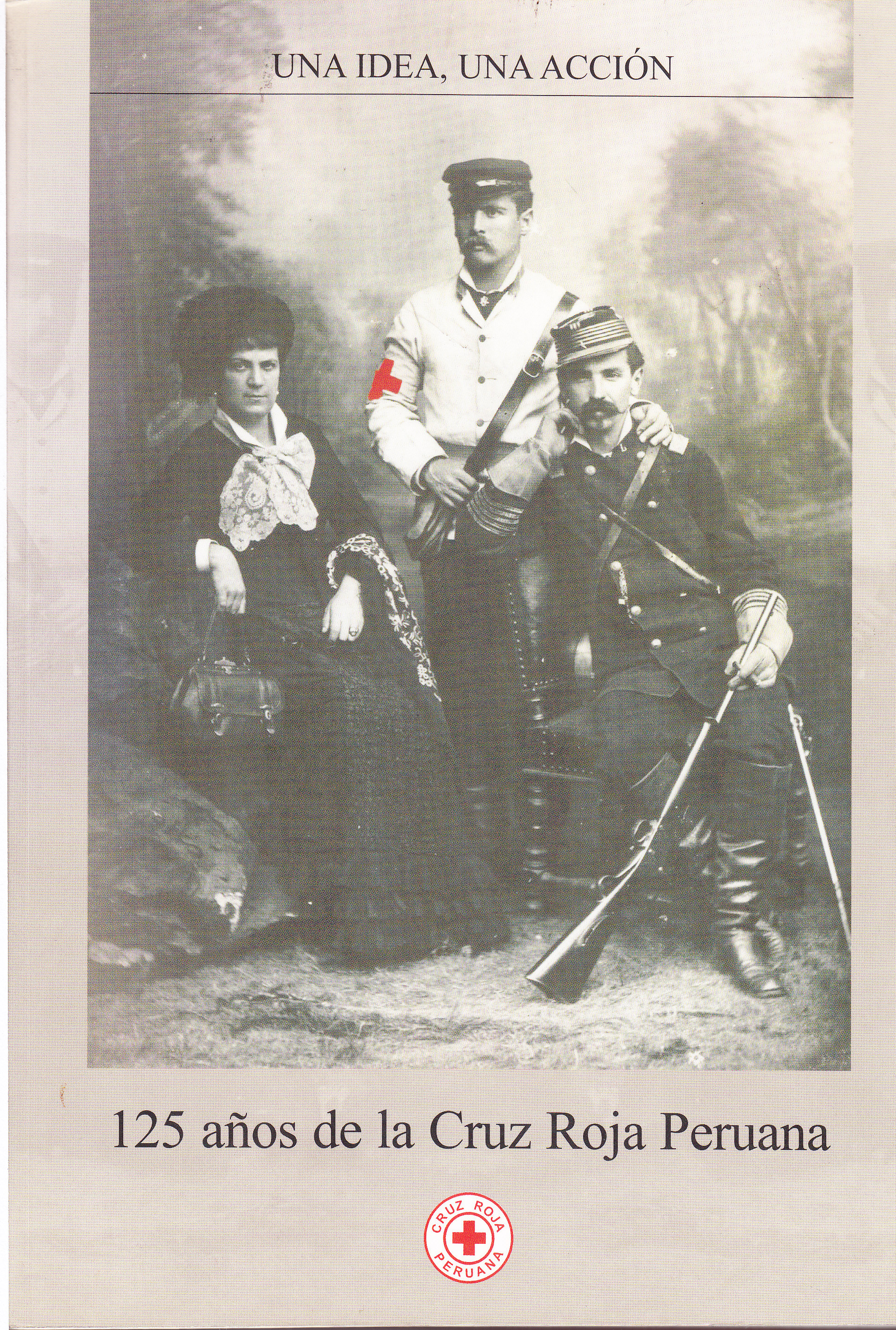
Imagen del Libro Una idea, una acción.

La Cruz Roja Peruana o Sociedad Peruana de la Cruz Roja es una Sociedad Nacional de la Cruz Roja parte del Movimiento Internacional de la Cruz Roja y de la Media Luna Roja. Es considerada de servicio civil voluntario, auxiliar de los poderes públicos en el ámbito humanitario, actuando dentro de los Principios Fundamentales del Movimiento que son: Humanidad, Imparcialidad, Neutralidad, Independencia, Voluntariado, Unidad y Universalidad. Fue fundada el 17 de abril de 1879, a inicios de la Guerra del Pacífico.

## Fundación
Fue fundada el 17 de abril de 1879, cuando el Perú se hallaba ya envuelto en la Guerra del Pacífico.
El 5 de abril de 1879 se reúnen los miembros de la Facultad de Medicina "San Fernando" de la Universidad Nacional Mayor de San Marcos y en sesión extraordinaria acuerdan por unanimidad, donar sus haberes de catedráticos, durante todo el tiempo que durara el conflicto. Además, ofrecieron sus servicios profesionales al Supremo Gobierno de entonces y se designó una comisión para que elaborara un proyecto de organización de ambulancias que deberían actuar en el campo de batalla. 
La comisión presentó su informe para que el decano de la facultad elevara el proyecto al gobierno: se hablaba ya de las Conferencias de Ginebra y la Cruz Roja. El proyecto recalcó la ventaja que tenía el hecho de independizar las organizaciones civiles de las militares que debían juntar sus esfuerzos, pues su finalidad era la misma: auxilio y asistencia del soldado enfermo y herido en los ejércitos de campaña.
El 17 de abril de 1879 el gobierno aprueba el proyecto y se nombra a la junta central integrada como presidente de la Cruz Roja al monseñor José Antonio Roca y Boloña; como vicepresidente al doctor Manuel Odriozola Romero; y como secretario al doctor José Casimiro Ulloa, entre otros funcionarios, firma el presidente de la República Gral. Mariano Ignacio Prado y el ministro de Instrucción, Culto y Beneficencia Dr. Mariano Felipe Paz Soldán.
A partir del 7 de mayo el gobierno dicta la disposición sobre la denominación de la Junta central, que sería "Junta Central de Ambulancias Civiles de la Cruz Roja en el Perú". Se creó hasta cuatro "Ambulancias Civiles de la Cruz Roja en el Perú", la primera, que zarpó del puerto del Callao el 3 de mayo de 1879, estuvo conformada, por Carlos Sotomayor (posteriormente nombrado secretario de la Sociedad), por un jefe, un secretario, un ayudante, un capellán,  cuatro estudiantes de medicina y 26 hombres, además del material sanitario de emergencia adecuado para el duro trabajo que les esperaba en la línea de fuego de la campaña del sur. Entre los personajes que apoyaron esta misión de las Ambulancias Civiles de la Cruz Roja están el ciudadano suizo Émile Henriod Léger y el recordado Daniel Alcides Carrión, siendo aún estudiante. Las Ambulancias Civiles de la Cruz Roja ayudaron sin distinción a heridos de ambos bandos como era su misión, lamentablemente el desconocimiento del reciente Convenio de Ginebra en América no permitió salvar más vidas, pero deja una enseñanza de heroísmo y sacrificio humanitario.
El 30 de abril de 1880 el Consejo Federal Suizo decreta que, previo al cambio de ratificaciones, el Perú queda incorporado en el Convenio e ingresa al Movimiento de la Cruz Roja. En el circular número 45 del Comité Internacional de fecha 8 de mayo de 1880, se certifica que la Cruz Roja Peruana, es la primera en surgir en América y en ese documento se da fecha de su nacimiento: 17 de abril de 1879.

## Estructura
- Asamblea Nacional
- Consejo Nacional

## Días importantes
- 17 de abril Día de la Cruz Roja Peruana
- 1 de junio Día de la Cruz Roja Juventud Peruana
- 8 de mayo Día Mundial de la Cruz Roja